# HMS 드레드노트 (1906년)
HMS 드레드노트(HMS Dreadnought)는 1906년 영국 해군이 건조한 최초의 드레드노트급 전함이다. 20세기 초 영국 해군의 기함이었다. 통일된 크기의 거대한 함포를 장착한 최초의 전함으로 이러한 전함 설계가 매우 강력함이 드러나 이후 군함 건조의 혁신을 일으키며 '드레드노트'는 같은 통일된 거대 주포 등을 갖춘 전함의 보편적인 대명사로 쓰인다. 드레드노트 전함들은 그 이전의 전함들에 비해 외형적 모습이 빼어나 대중의 관심과 사랑을 받아 국가의 상장적인 존재가 되었고 제1차 세계 대전까지의 해군 군비 경쟁을 촉발시켰다. 드레드노트함은 1차 세계대전 기간중에 있었던 유틀란트 해전에서 영국 전함 가운데 유일하게 독일의 유보트 잠수함을 격침한 전함이기도 하다.

## 제작

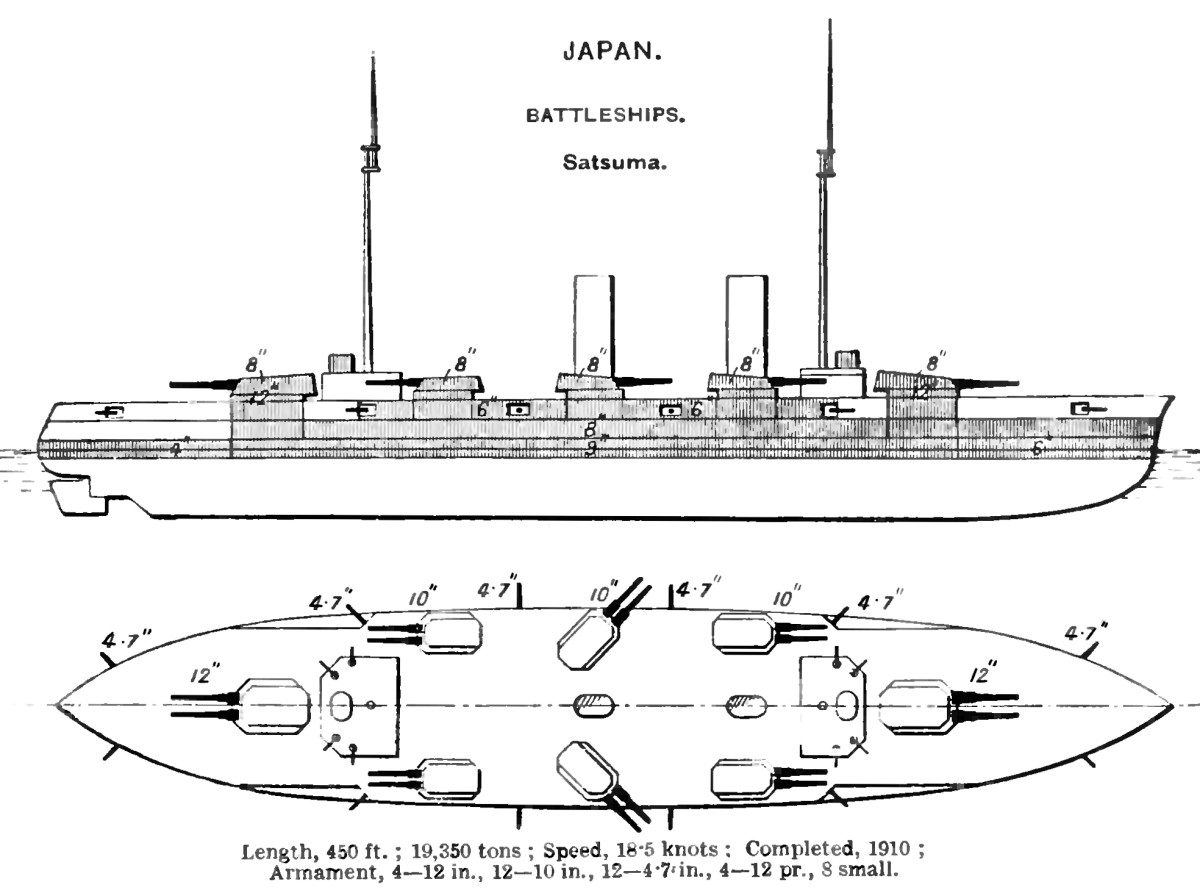
1923년 건조된 일본의 드레노트급 전함 사스마호

HMS 드레드노트는 거대 함포와 강력한 증기 터빈 엔진을 장착한 최초의 근대 전함이었다. 이러한 특징때문에 이후 제작되는 전함의 모델이 되었으며, 드레드노트급 전함이라는 용어가 생겨났다.

### 제작 배경
1890년대에서 1900년대 사이에 영국 해군의 퍼시 스코트와 미국의 윌리엄 심스 등은 사거리가 5,500m에 이르는 함포를 개발하여야 한다고 주장하였다. 당시의 일반적인 생각은 거대 함포는 소형에 비해 발사 속도나 빠른 표적 전환 등에서 불리하다는 쪽이었고, 1903년 이탈리아 해군의 비토리오 쿠니베르티도 거대 함포만으로 무장한 전함을 건조하자고 주장하였을 때, 이탈리아 해군은 그의 주장을 받아들이지 않았다. 쿠니베르티는 자신의 주장을 담은 개요를 출간하였다. 이후, 영국 해군은 차세대 주력함을 계획하면서 쿠니베르도의 아이디어를 받아들여 배수량 17,000t의 규모와 여덟 개의 터렛 위에 올려진 12개의 12인치 함포로 무장한 전함을 만들기로 결정한다.
1905년 이전부터 영국 해군과 미국 해군, 그리고 일본 제국 해군은 영국 해군이 개발하여 공유하고 있던 주력함인 넬슨급의 후속 모델 개발에 대해 논의하였다. 논의 초기에 영국 해군은 여전히 거대 함포가 갖는 단점을 고려하여 넬슨급의 6 인치 함포 대신 9.2 인치 함포를 채용하는 쪽으로 방향을 정하고 있었지만, 일본은 신규로 제작할 사츠마호의 모든 함포를 12인치로 제작하기로 결정하였다. 이는 HMS 드레드노트의 함포를 모두 12인치로 하기로 결정한 것보다 5 개월 빠른 것이었다. 미국은 1904년에 이미 12인치 함포만으로 무장한 사우스 캘리포니아급을 계획하고 있었으나 실재 건조는 HMS 드레드노트가 진수된 지 한 달 후인 1906년 3월에 착수되었다.
HMS 드레드노트의 추진 엔진으로 사용된 증기 터빈 엔진은 1884년 찰스 앨저넌 파슨스에 의해 발명되었으며, 증기선 터비니아에 장착되어 34노트를 기록하였다. 이후 구축함 HMS 바이퍼와 HMS 코브라에 두 대의 증기 터빈이 직렬 연결된 엔진이 시험 장착되어 성능 시험을 거친후 HMS 드레드노트에도 같은 종류의 엔진을 사용하기로 결정하였다.
1904년 존 피셔 제독이 영국 해군의 제일해군경이 되었다. 러시아 제국과 일본 제국사이에 벌어진 1904년의 황해 해전과 1905년의 쓰시마 해전이후 전투 결과를 분석하기 위한 피셔 위원회가 구성되었고, 일본 제국 해군의 아사히호에서 전투를 참관하였던 윌리엄 패컨험은 일본 측의 승리 요인으로 빠른 전함의 속력을 이용한 T자 전법과 12인치 함포에 의한 장거리 포격을 꼽았다. 이러한 보고는 영국 해군은 HMS 드레드노트를 12인치 함포로 무장하기로 결정하는데 큰 영향을 미쳤다.

### 개발
피셔 제독은 1900년대 초부터 여러 형태의 제식(制式) 전함을 구상하고 있었다. 1904년에는 여러 분야의 비공식 자문들의 의견을 청취하여 아이디어를 정립하였다. 1904년 10월 21일 피셔 제독은 제일해군경이 되었고, 해군 본부에 12인치 함포로 무장하고 21노트 이상의 속력을 낼 수 있는 전함을 건조할 것을 주문하였다. 1905년 1월 피셔 제독은 그 동안 그의 자문에 응하였던 각계의 인사들을 모아 디자인 위원회를 구성하였다.
1905년 1월 18일 디자인 위원회는 포탑의 위치와 엔진 사양을 결정하였고, 이어서 2월 22일에는 샤프트의 수(6개가 고려되었다)와 대어뢰 보트의 크기, 그리고 수중 폭발에 대비한 격벽의 수를 정하였다. 드레드노트에 격벽 구조를 도입하기로 결정한 까닭은 러일전쟁에서 유일하게 생존한 러시아 전함 세사르비치 호가 격벽 구조로 되어있었기 때문이었다. 주포가 12인치로 정해지자 배수량때문에 측포는 1인치 포가 채택되었다.

## 세계 역사상 7대 군함
2016년 4월 6일 미국 해군연구소(en:United States Naval Institute) 설문조사에서, HMS 드레드노트 전함이 세계 역사상 가장 인상적인 7대 군함의 하나로 선정되었다.

## 제원

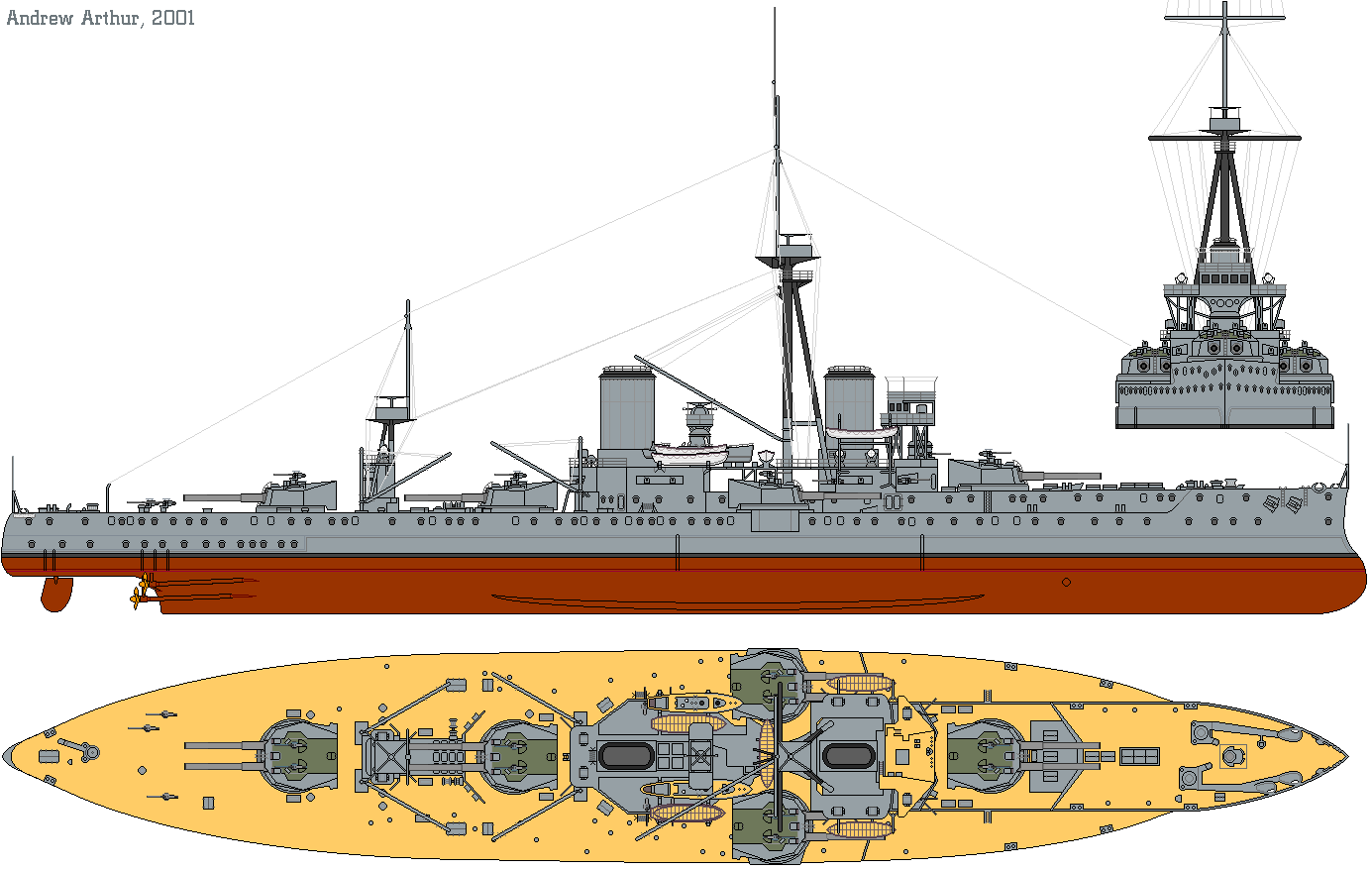
1911년 함포를 추가한 HMS 드레드노트의 삼면도

HMS 드레드노트는 동시대에 건조된 넬슨급 전함 두 대를 합한 것 보다 컸다. 전장은 527 피트(160.6m)이었고 선폭은 82피트 1인치(25m), 만재 흘수는 29피트 7.5인치(9m)였다. 정격 적재시 배수량은 18,410 t, 만재 배수량은 21,060 t 이었다. 이러한 배수량은 이전의 함선보다 3,000 t 이상 큰 규모였다. 선체는 복합 이중저로 만들어졌으며, 만재 경심 높이는 5.6피트(1.7m)였다.

### 추력
HMS 드레드노트는 최초로 3차 팽창 증기기관으로 구동되는 증기 터빈을 도입한 전함이었다. 드레드노트에는 파슨스 직렬 증기 터빈 엔진 2기가 장착되었다. 각각의 터빈은 별도의 엔진실에 설치되었고 샤프트 역시 각각 2개로 구성되었다. 증기 터빈은 측면 스크류를 위한 것과 순항 스크류를 위한 것으로 구분되어 서로 다른 압력을 공급하였다.